# Oud Naarden
Oud Naarden is een landgoed en natuurgebied van 60 hectare bos en weide aan het Gooimeer bij Huizen. Het aan het publiek opengestelde gebied is sinds 1864 eigendom van de familie Dudok van Heel. Het is een rustgebied voor fauna. Het gebied is onderdeel van Natuur Netwerk Nederland (NNN).
Het gebied is genoemd naar het eerdere dorp Naruthi dat door de golven van de Zuiderzee werd verzwolgen. De plek waar de kerk had gestaan was in de zestiende eeuw slechts bij laag water zichtbaar. De afkalving van de stuwwal aan de kust is nog zichtbaar door een drie meter hoog klif. 
De voormalige klifkust van de Zuiderzee is door zijn zeldzaamheid bijzonder voor heel Nederland.
Na de verwoesting van Naruthi in 1350 werd er op hoger gelegen grond herbouwd, hieruit ontstond de vestingstad Naarden. In de 15e eeuw werd in het toenmalig duingebied van de Zuiderzee een klooster gevestigd, de geschatte huidige locatie is ongeveer 200m vanaf de klifkust het Gooimeer in. De kloostergemeenschap werd het Convent van Oud Naarden genoemd.
Bij de Reformatie in 1580 kwamen de kloostergoederen met bijbehorende hofstede onder beheer van de stad Naarden. Van de opbrengst werd een weeshuis gesticht. In 1640 werd Oud Naarden verkocht aan vier Amsterdamse kooplieden. De stad Naarden had het geld nodig om de aanleg van de Naarder trekvaart mogelijk te maken. Het gebied van honderd hectare bestond toen uit de hofstede met hooi-, bouw- en weilanden met het recht om tien koeien en zes paarden op de meentgronden te laten grazen. 
In 1654 werd de grond van Oud Naarden opgesplitst in een oostelijke en een westelijke helft, Oud Naarden en Valkeveen, ieder met een herenhuis. Het klooster viel later ten prooi aan de golven van de Zuiderzee en in 1825 werd ook de hofstede bedreigd. De hofstede werd daarom in 1827 afgebroken en meer landinwaarts weer opgebouwd. 
In 1864 kwam het landgoed in bezit van de familie Dudok van Heel. De herbouwde boerderij uit 1927 aan de Oud Huizerweg en de lanen in het gebied herinneren nog aan die tijd.  De schrale zandgronden tussen Oud Naarden en de Eukenberg werden vroeger 'het bouwland van Oud Naarden' genoemd. Door de toevoeging van mest en slib en het herhaaldelijk braak laten liggen kon op deze onvruchtbare akker (driest) een moeizaam bestaan worden opgebouwd. De hoger gelegen gronden bij Valkeveen werden in de negentiende en twintigste eeuw voor zandafgraving gebruikt, waarna de overgebleven gronden met naaldhout werden beplant.
In het bos is een sterrenbos aanwezig, een bos waarin de paden vanuit het centrum naar buiten lopen. Dit is kenmerkend voor de Franse tuinstijl. 
Naast een open veld, geheten de Driest, is nog een opgeworpen heuvel zichtbaar, in totaal circa 11 meter hoog, waar men vroeger een weids uitzicht had over de toenmalige Zuiderzee. Het terrein wordt doorkruist door een aantal wandelpaden omzoomd met monumentale bomen.

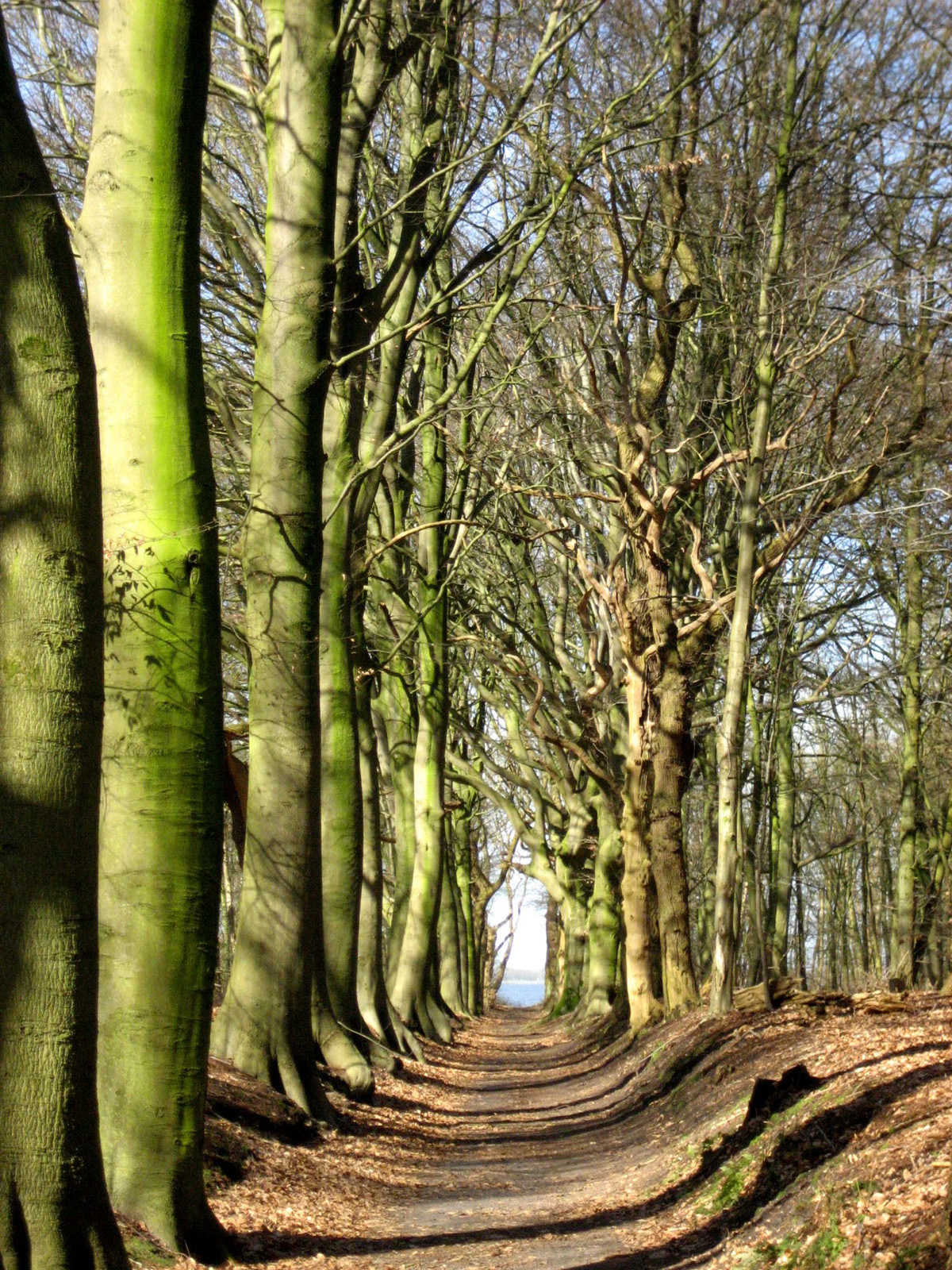
Bospad
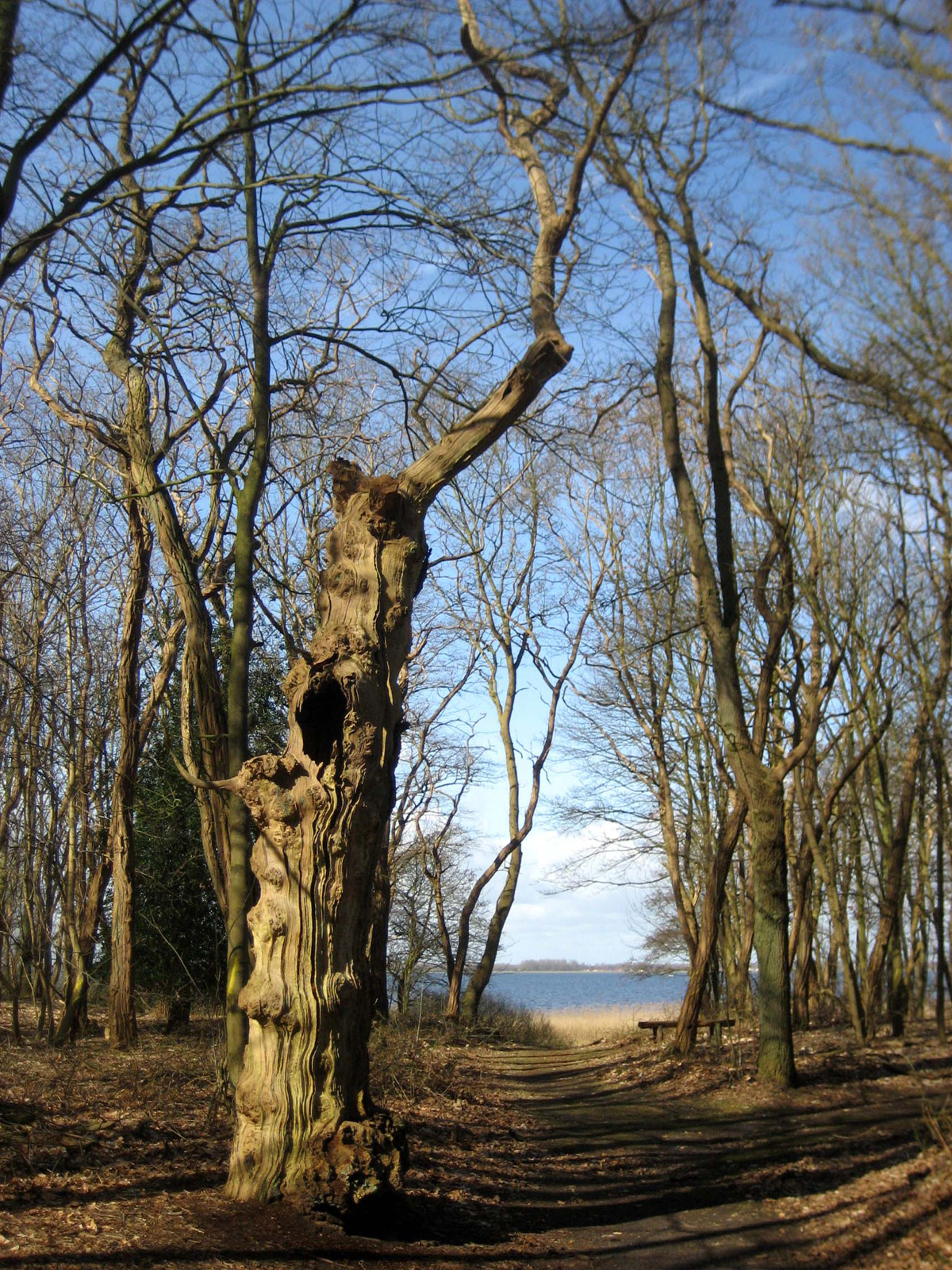
Bospad
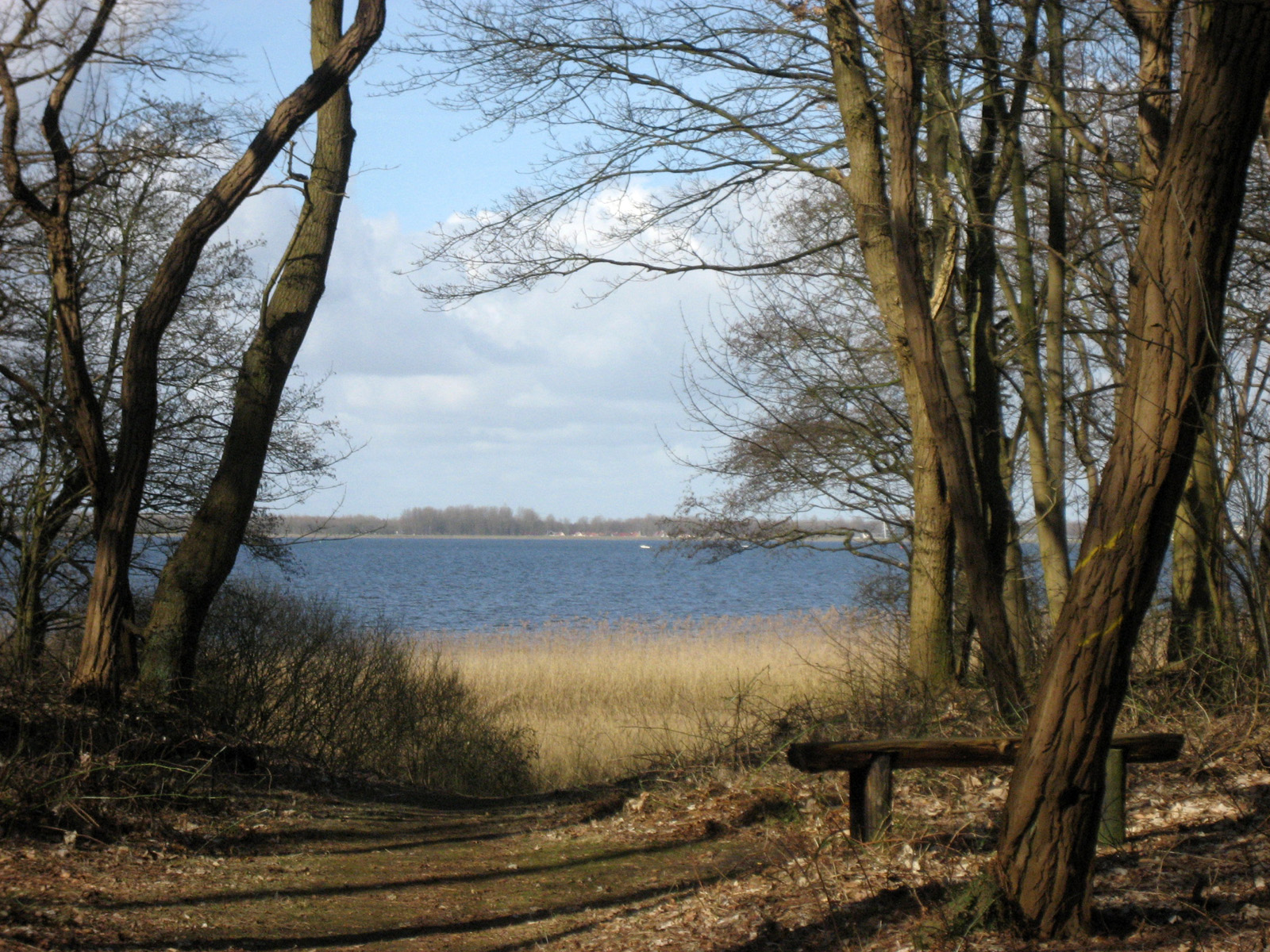
Uitzicht op Gooimeer
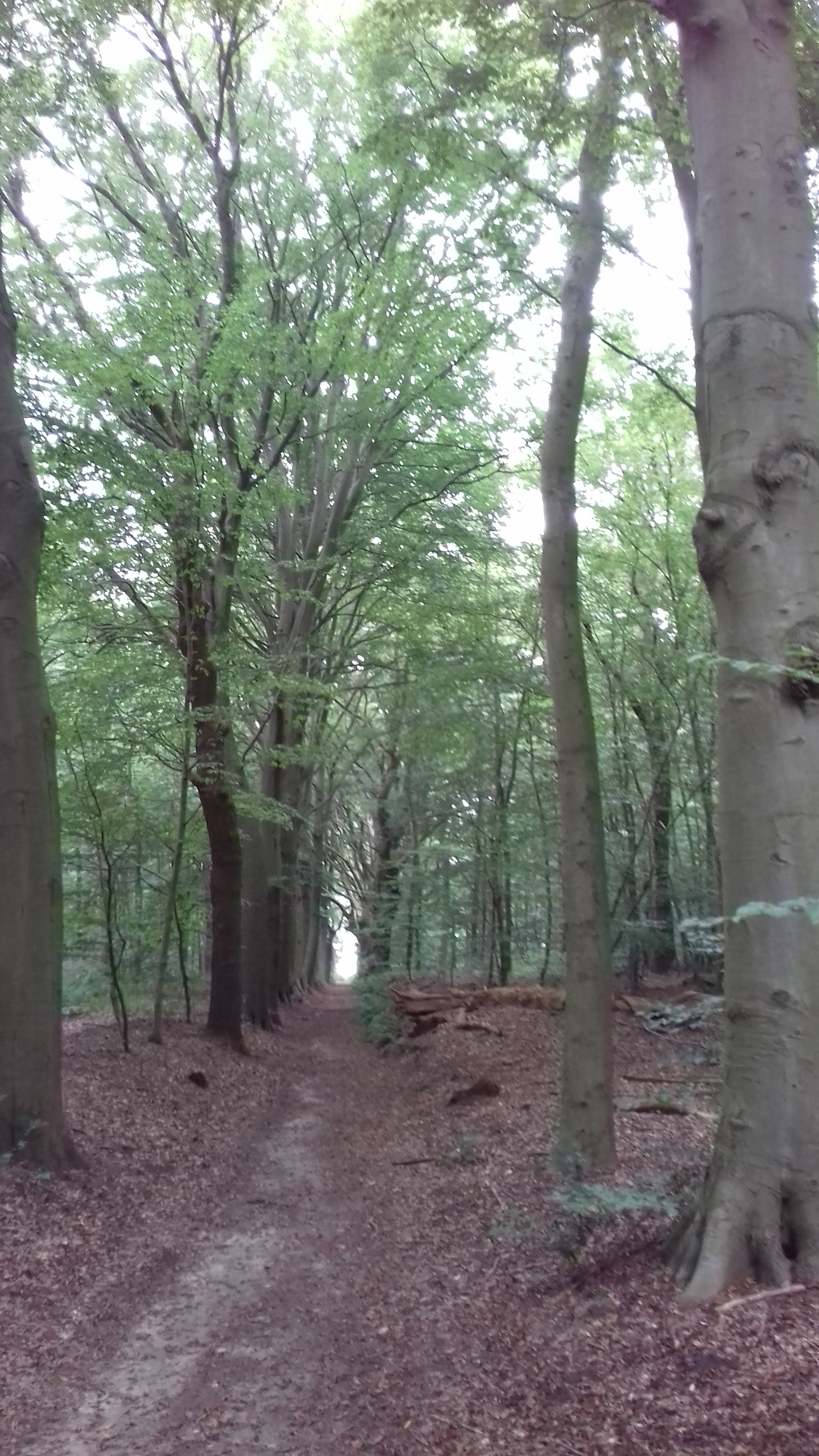
Bospad
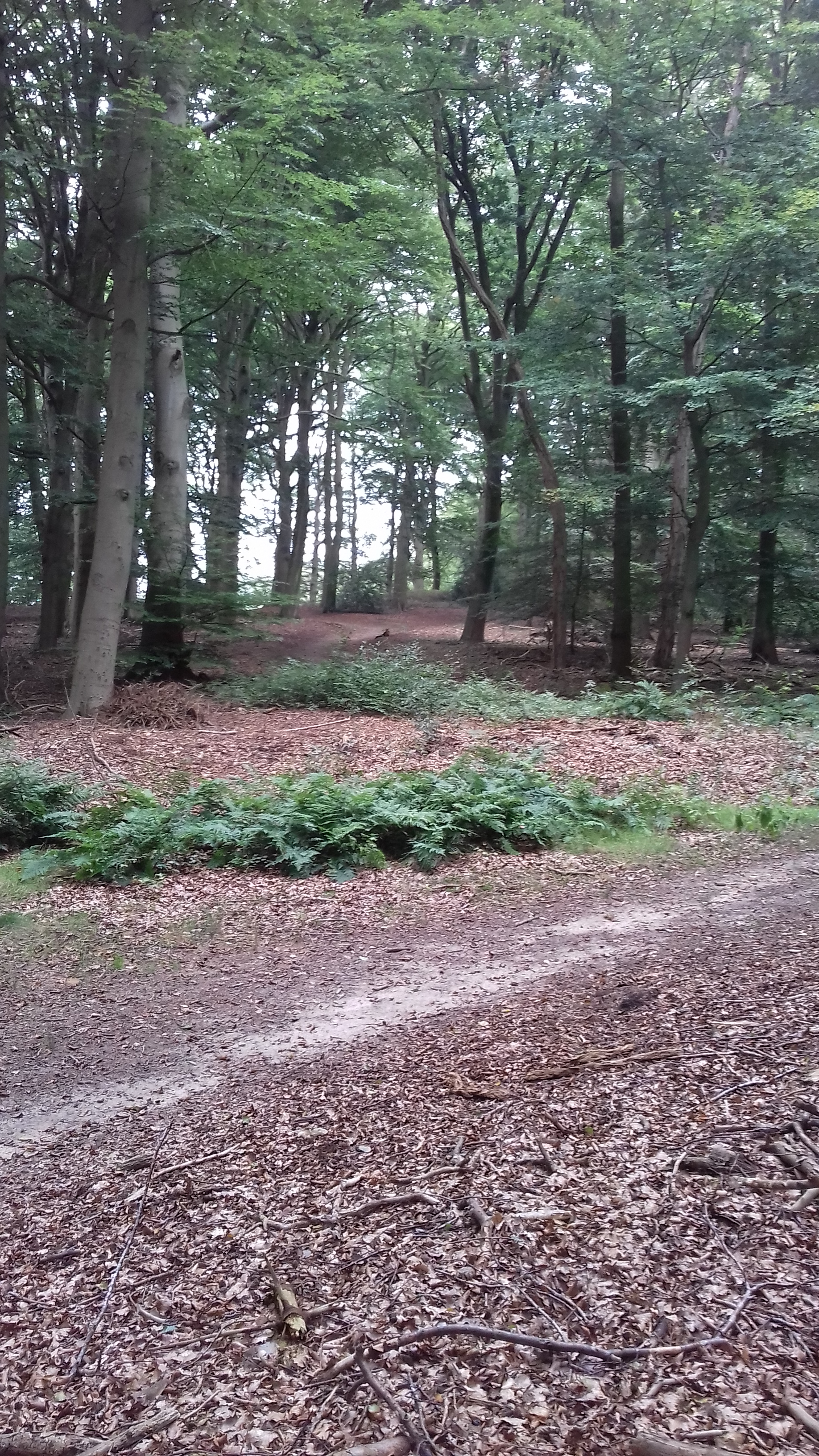
Bos
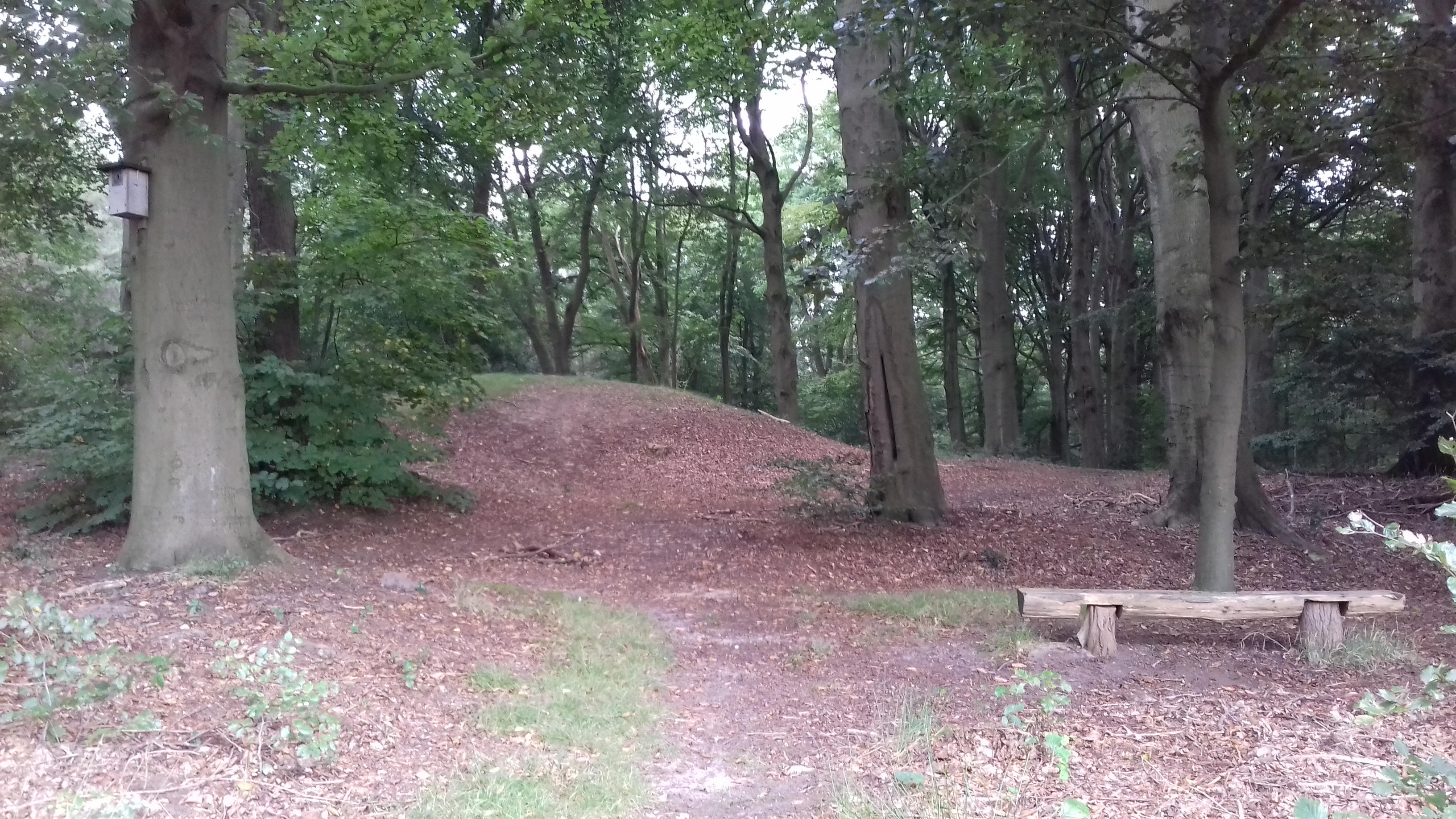
Uitzicht heuvel